# ウェイド・ブレムナー
ウェイド・シェイン・ブレムナー（Wayde Shane Bremner, 1991年11月6日 - ）は、オーストラリア・ブリスベン出身のプロ野球選手。ポジションは、投手。レッドランズ・ベースボールクラブ所属。

## 経歴
2012年11月に台湾で開催された第3回WBC予選のニュージーランド代表に選ばれた。